# إعلان الأمم المتحدة
إعلان الأمم المتحدة هو المعاهدة الرئيسية التي أضفت الطابع الرسمي على الحلفاء في الحرب العالمية الثانية ووقعتها 47 حكومة وطنية بين عامي 1942 و1945. في يوم رأس السنة الجديدة عام 1942، خلال مؤتمر أركاديا، وقع الحلفاء «الأربعة الكبار» - المملكة المتحدة والولايات المتحدة والاتحاد السوفيتي والصين - وثيقة قصيرة عُرفت فيما بعد باسم إعلان الأمم المتحدة، وفي اليوم التالي أضاف ممثلو 22 دولة توقيعاتهم.
الموقعون الأصليون الآخرون في اليوم التالي (2 يناير 1942) كانوا دومينيون الكومنولث البريطاني (أستراليا وكندا ونيوزيلندا وجنوب إفريقيا)؛ ثماني حكومات أوروبية في المنفى (بلجيكا وتشيكوسلوفاكيا واليونان ولوكسمبورغ وهولندا والنرويج وبولندا ويوغوسلافيا)؛ تسعة بلدان في الأمريكتين (كوستاريكا وكوبا وجمهورية الدومينيكان والسلفادور وغواتيمالا وهايتي وهندوراس ونيكاراغوا وبنما)؛ وحكومة واحدة غير مستقلة، حكومة الهند المعينة من قبل بريطانيا.
أصبح إعلان الأمم المتحدة أساس الأمم المتحدة،  الذي تمت إضفاء الطابع الرسمي عليه في ميثاق الأمم المتحدة، الذي وقعته 50 دولة في 26 يونيو 1945.

## خلفية
عبّر الحلفاء في الحرب العالمية الثانية لأول مرة عن مبادئهم ورؤيتهم لعالم ما بعد الحرب العالمية الثانية في إعلان قصر سانت جيمس في يونيو 1941. تم التوقيع على الاتفاقية الأنجلو-سوفيتية في يوليو 1941 لتشكيل تحالف بين البلدين. تم الاتفاق على ميثاق الأطلسي بعد شهر.

## الصياغة

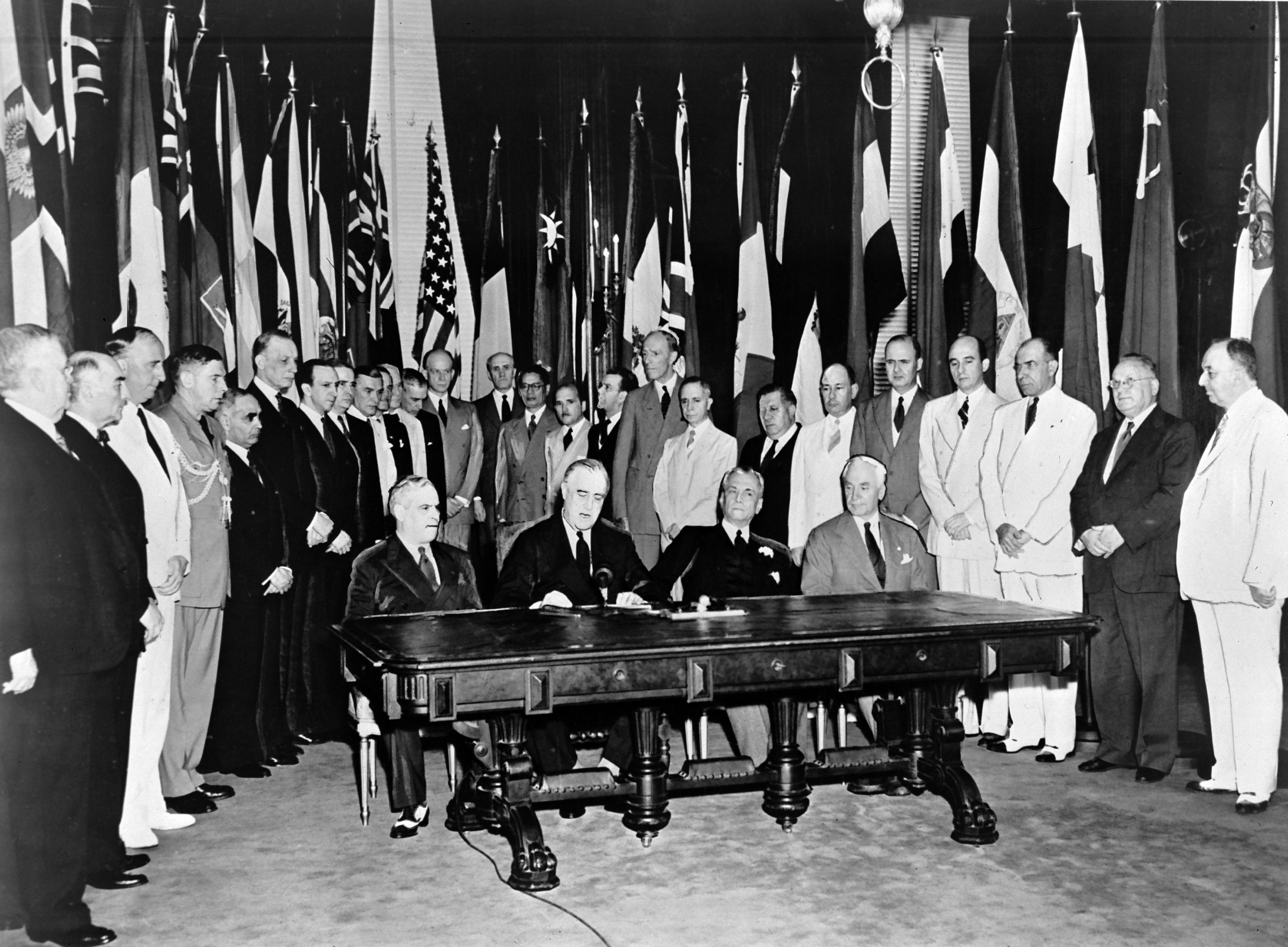
اجتمع ممثلو 26 دولة متحالفة تقاتل ضد دول المحور في واشنطن العاصمة، للتعهد بدعمهم لميثاق الأطلسي من خلال التوقيع على إعلان الأمم المتحدة في 1 يناير 1942. احتوت الوثيقة على أول استخدام رسمي لمصطلح «الأمم المتحدة»، والذي اقترحه الرئيس الأمريكي فرانكلين ديلانو روزفلت (جالسًا، الثاني من اليسار).

تمت صياغة إعلان الأمم المتحدة في البيت الأبيض في 29 ديسمبر 1941 من قبل الرئيس الأمريكي فرانكلين روزفلت ورئيس الوزراء البريطاني ونستون تشرشل ومساعد روزفلت هاري هوبكنز. أدرجت الاقتراحات السوفيتية لكنها لم يترك أي دور لفرنسا. صاغ روزفلت لأول مرة مصطلح «الأمم المتحدة» لوصف دول الحلفاء. اقترح روزفلت «الأمم المتحدة» كبديل لاسم «القوى المنتسبة» (لم تكن الولايات المتحدة رسميًا أبدًا عضوًا في حلفاء الحرب العالمية الأولى ولكنها دخلت الحرب في عام 1917 باعتبارها «قوة منتسبة»). قبلها تشرشل وأشار إلى أن اللورد بايرون استخدم العبارة في قصيدة حج تشايلد هارولد (الجزء 35). تم استخدام المصطلح لأول مرة رسميًا في 1 - 2 يناير 1942، عندما وقعت 26 حكومة على الإعلان. كان أحد التغييرات الرئيسية من ميثاق الأطلسي هو إضافة بند للحرية الدينية، والتي وافق عليها ستالين بعد إصرار روزفلت. كان إعلان الأمم المتحدة أساس الأمم المتحدة الحديثة. أصبح مصطلح «الأمم المتحدة» مرادفًا خلال الحرب مع الحلفاء واعتبر الاسم الرسمي الذي كانوا يقاتلون من خلاله. وأكد نص الإعلان وجهة نظر الموقعين على أن «الانتصار الكامل على أعدائهم أمر ضروري للدفاع عن الحياة والحرية والاستقلال والحرية الدينية، والحفاظ على حقوق الإنسان والعدالة في أراضيهم وكذلك في الأراضي الأخرى، وأنهم الآن منخرطون في صراع مشترك ضد القوى الوحشية التي تسعى إلى إخضاع العالم». شكل مبدأ «النصر الكامل» سابقة مبكرة لسياسة الحلفاء المتمثلة في الحصول على «الاستسلام غير المشروط» لقوى المحور. شكلت هزيمة «الهتلرية» الهدف الشامل، ومثلت وجهة نظر الحلفاء المشتركة بأن الأنظمة العسكرية الشمولية التي تحكم ألمانيا وإيطاليا واليابان لا يمكن تمييزها. علاوة على ذلك، فإن الإعلان «أيد مبادئ ويلسون لتقرير المصير»، وبالتالي ربط أهداف الحرب الأمريكية في كلتا الحربين العالميتين.
بحلول نهاية الحرب، انضمت 21 دولة أخرى إلى الإعلان، بما في ذلك الفلبين (دولة غير مستقلة، كومنولث أمريكي في ذلك الوقت)، وفرنسا، وكل دولة في أمريكا اللاتينية باستثناء الأرجنتين،  ومختلف الدول المستقلة في الشرق الأوسط وأفريقيا. على الرغم من أن معظم قوى المحور الصغيرة قد غيرت مواقفها وانضمت إلى الأمم المتحدة كأطراف متحاربة ضد ألمانيا بحلول نهاية الحرب، لم يُسمح لهم بالانضمام إلى الإعلان. لم توقع الدنمارك المحتلة على الإعلان، ولكن بسبب المقاومة الشديدة بعد عام 1943، ولأن السفير الدنماركي هنريك كوفمان قد أعرب عن التزامه بإعلان جميع الدنماركيين الأحرار، فقد تمت دعوة الدنمارك مع ذلك من بين الحلفاء في مؤتمر سان فرانسيسكو في مارس 1945.

## النص
إن الحكومات الموقعة أدناه،

إعلان الأمم المتحدة

بعد الانخراط في برنامج مشترك للأغراض والمبادئ الواردة في الإعلان المشترك لرئيس الولايات المتحدة الأمريكية ورئيس وزراء بريطانيا العظمى بتاريخ 14 أغسطس 1941، والمعروف باسم ميثاق الأطلسي،
ولاقتناعهم بأن النصر الكامل على أعدائهم ضروري للدفاع عن الحياة والحرية والاستقلال والحرية الدينية، والحفاظ على حقوق الإنسان والعدالة في أراضيهم وكذلك في الأراضي الأخرى، ولأنهم الآن منخرطون في صراع مشترك ضد قوى وحشية تسعى لإخضاع العالم،
تعلن:
(1) تتعهد كل حكومة بتوظيف مواردها الكاملة، العسكرية أو الاقتصادية، ضد أعضاء الاتفاقية الثلاثية والأطراف الموالية لها الذين تكون هذه الحكومة في حالة حرب معها.
(2) تتعهد كل حكومة بالتعاون مع الحكومات الموقعة على الاتفاقية وعدم عقد هدنة منفصلة أو سلام مع الأعداء.

## الموقعون
| الموقعون الأصليون                         | الموقعون الأصليون |
| ----------------------------------------- | --- |
| الأربعة الكبار                            | - الولايات المتحدة - المملكة المتحدة - الاتحاد السوفييتي - جمهورية الصين                                                                                                |
| دومينيون الكومنولث البريطاني              | - أستراليا - كندا - نيوزيلاندا - جنوب أفريقيا |
| الدول المستقلة في الأمريكتين              | - كوستا ريكا - كوبا - الدومينيكان - السلفادور - غواتيمالا - هايتي - هندوراس - نيكاراغوا - بنما                                                                          |
| الحكومات الأوروبية في المنفى              | - بلجيكا - تشيكوسلوفاكيا - اليونان - لكسمبورغ - هولندا - النرويج - بولندا - يوغسلافيا                                                                                   |
| رعايا غير مستقلين للإمبراطورية البريطانية | الهند |
| الموقعون اللاحقون                         | |
| 1942                                      | - إثيوبيا - المكسيك - الفلبين (الكومنولث الأمريكي غير المستقل في 1934-1946)                                                                                             |
| 1943                                      | - بوليفيا - البرازيل - كولومبيا - إيران - العراق |
| 1944                                      | - فرنسا - ليبيريا |
| 1945                                      | - تشيلي - الإكوادور - مصر - لبنان (تحت الانتداب الفرنسي 1930-1946) - باراغواي - البيرو - السعودية - سوريا (تحت الانتداب الفرنسي 1930-1946) - تركيا - أوروغواي - فنزويلا |

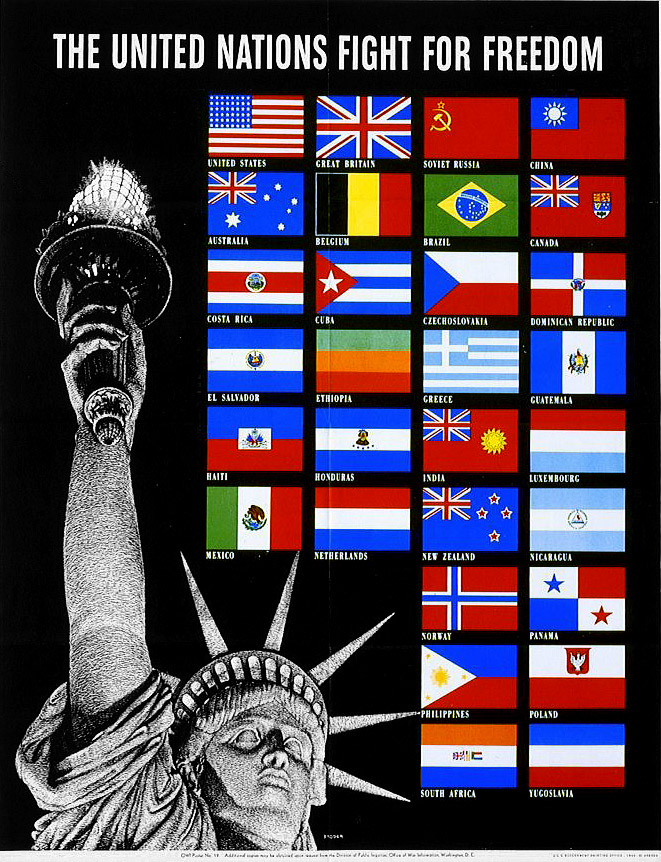
ملصق خاص بالأمم المتحدة في زمن الحرب، طبعه مكتب معلومات الحرب الأمريكي.

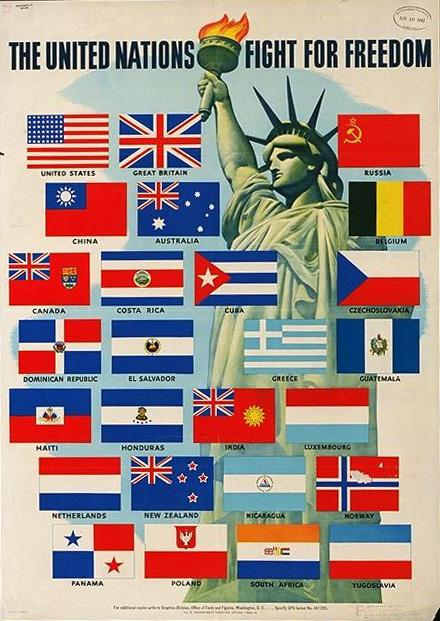
ملصق زمن الحرب لحلفاء الحرب العالمية الثانية، طبعه مكتب معلومات الحرب الأمريكي عام 1942، ويظهر أعضاء التحالف البالغ عددهم 26 عضوًا.

تعهدت الأطراف بالتمسك بميثاق الأطلسي، وتوظيف جميع مواردها في الحرب ضد قوى المحور، وألا تسعى أي من الدول الموقعة إلى التفاوض على سلام منفصل مع ألمانيا أو اليابان بنفس الطريقة التي تتبعها دول الوفاق الثلاثي على عدم التفاوض على سلام منفصل مع أي أو كل قوى المركز في الحرب العالمية الأولى بموجب ميثاق الوحدة.

## ملحوظات
1. ↑  "1942: The Declaration by United Nations". United Nations. مؤرشف من الأصل في 2021-10-30. اطلع عليه بتاريخ 2021-07-12.
2. 1 2  Ma، Xiaohua (2003). The Sino-American alliance during World War II and the lifting of the Chinese exclusion acts. New York: Routledge. ج. 38. ص. 203–204. ISBN:0-415-94028-1. JSTOR:41279769. {{استشهاد بكتاب}}: تجاهل المحلل الوسيط |عمل= (مساعدة)
3. 1 2  "The Moscow Declaration on general security". Yearbook of the United Nations 1946-1947. Lake Success, NY: United Nations. 1947. ص. 3. OCLC:243471225. مؤرشف من الأصل في 2021-05-18. اطلع عليه بتاريخ 2015-04-25.
4. 1 2  Townsend Hoopes؛ Douglas Brinkley (1997). FDR and the Creation of the U.N. نيو هيفن: دار نشر جامعة ييل. ISBN:978-0-300-06930-3. مؤرشف من الأصل في 2021-06-13. اطلع عليه بتاريخ 2015-06-10.
5. ↑  "1941: The Declaration of St. James' Palace". United Nations. 25 أغسطس 2015. مؤرشف من الأصل في 2021-02-25. اطلع عليه بتاريخ 2016-03-28.
6. ↑  Lauren, Paul Gordon (2011). The Evolution of International Human Rights: Visions Seen (بالإنجليزية). University of Pennsylvania Press. pp. 140–41. ISBN:978-0-8122-2138-1. Archived from the original on 2021-08-14.
7. ↑  "Anglo-Soviet Agreement". BBC Archive (بالإنجليزية). Archived from the original on 2021-10-19. Retrieved 2021-03-16.
8. ↑  "United Nations". Wordorigins.org. 3 فبراير 2007. مؤرشف من الأصل في 2020-03-12. اطلع عليه بتاريخ 2016-03-28.
9. ↑  Ward، Geoffrey C.؛ Burns، Ken (2014). "Nothing to Conceal". The Roosevelts: An Intimate History. Knopf Doubleday Publishing Group. ص. 397. ISBN:978-0385353069.
10. ↑  David Roll, The Hopkins Touch: Harry Hopkins and the Forging of the Alliance to Defeat Hitler (2013) pp 172–175 نسخة محفوظة 2020-11-03 على موقع واي باك مشين.
11. ↑  Robert E. Sherwood, Roosevelt and Hopkins, An Intimate History (1948) pp 447–453 نسخة محفوظة 2020-07-31 على موقع واي باك مشين.
12. ↑  The name "United Nations" for the World War II allies was suggested by President Franklin D. Roosevelt of the United States as an alternative to the name "Associated Powers". British Prime Minister Winston Churchill accepted it, noting that the phrase was used by Lord Byron in the poem Childe Harold's Pilgrimage (Stanza 35). Manchester، William؛ Reid، Paul (2012). The Last Lion: Defender of the Realm. The Last Lion: Winston Spencer Churchill. New York: Little Brown and Company. ج. 3. ص. 461. ISBN:978-0-316-54770-3.
13. ↑  Bevans, Charles I. Treaties and Other International Agreements of the United States of America, 1776–1949. Volume 3. "Multilateral, 1931–1945". Washington, D.C.: Government Printing Office, 1969, p. 697. نسخة محفوظة 2020-12-01 على موقع واي باك مشين.
14. ↑  توماس أ. بيلي The Marshall Plan Summer: An Eyewitness Report on Europe and the Russians in 1947. Stanford: Hoover Institution Press, 1977, p. 227. نسخة محفوظة 2021-10-18 على موقع واي باك مشين.
15. ↑  "Act of Chapultepec". The Oxford Companion to World War II, I. C. B. Dear and M. R. D. Foot (2001) نسخة محفوظة 2012-01-18 على موقع واي باك مشين.
16. ↑  Drakidis، Philippe (1995). The Atlantic and United Nations Charters: common law prevailing for world peace and security. Centre de recherche et d'information politique et sociale. ص. 131. مؤرشف من الأصل في 2022-04-07 – عبر Google Books.
17. ↑  United Nations Department of Public Information (1986). Everyone's United Nations. ج. 10. ص. 7. ISBN:9789211002737. مؤرشف من الأصل في 2022-04-07 – عبر Google Books.
18. ↑  Text from "The Washington Conference 1941-1942" نسخة محفوظة 2021-04-20 على موقع واي باك مشين.
19. 1 2  "The Declaration by United Nations". Yearbook of the United Nations 1946-1947. Lake Success, NY: United Nations. 1947. ص. 1–2. OCLC:243471225. مؤرشف من الأصل في 2021-05-18. اطلع عليه بتاريخ 2015-04-20.